# Cluster 5
«Cluster 5» (укр. Кластер 5), також іменований данським державним інститутом сироватки (SSI) як ΔFVI-spike, є варіантом SARS-CoV-2, вірусу, що викликає COVID-19, який, як вважають, вимер. Його виявили в листопаді 2020 року в Північній Ютландії, Данія, і, як вважають, він поширився від норок до людей через норкові ферми. Після його виявлення популяція норки в Данії була вибракована, щоб запобігти можливому поширенню цієї мутації та зменшити ризик виникнення нових мутацій. У семи муніципалітетах Північної Ютландії введено карантин і обмеження на поїздки, щоб запобігти поширенню мутації, яка може поставити під загрозу національні або міжнародні заходи реагування на пандемію COVID-19.
Всесвітня організація охорони здоров'я (ВООЗ) заявила, що кластер 5 має «помірно знижену чутливість до нейтралізувальних антитіл». SSI попереджає, що мутація може зменшити дію вакцин проти COVID-19, які розробляються, хоча навряд чи зробить їх марними. Після блокування та масового тестування SSI оголосила 19 листопада 2020 року, що кластер 5, ймовірно, вимер.

## Фон[що?]

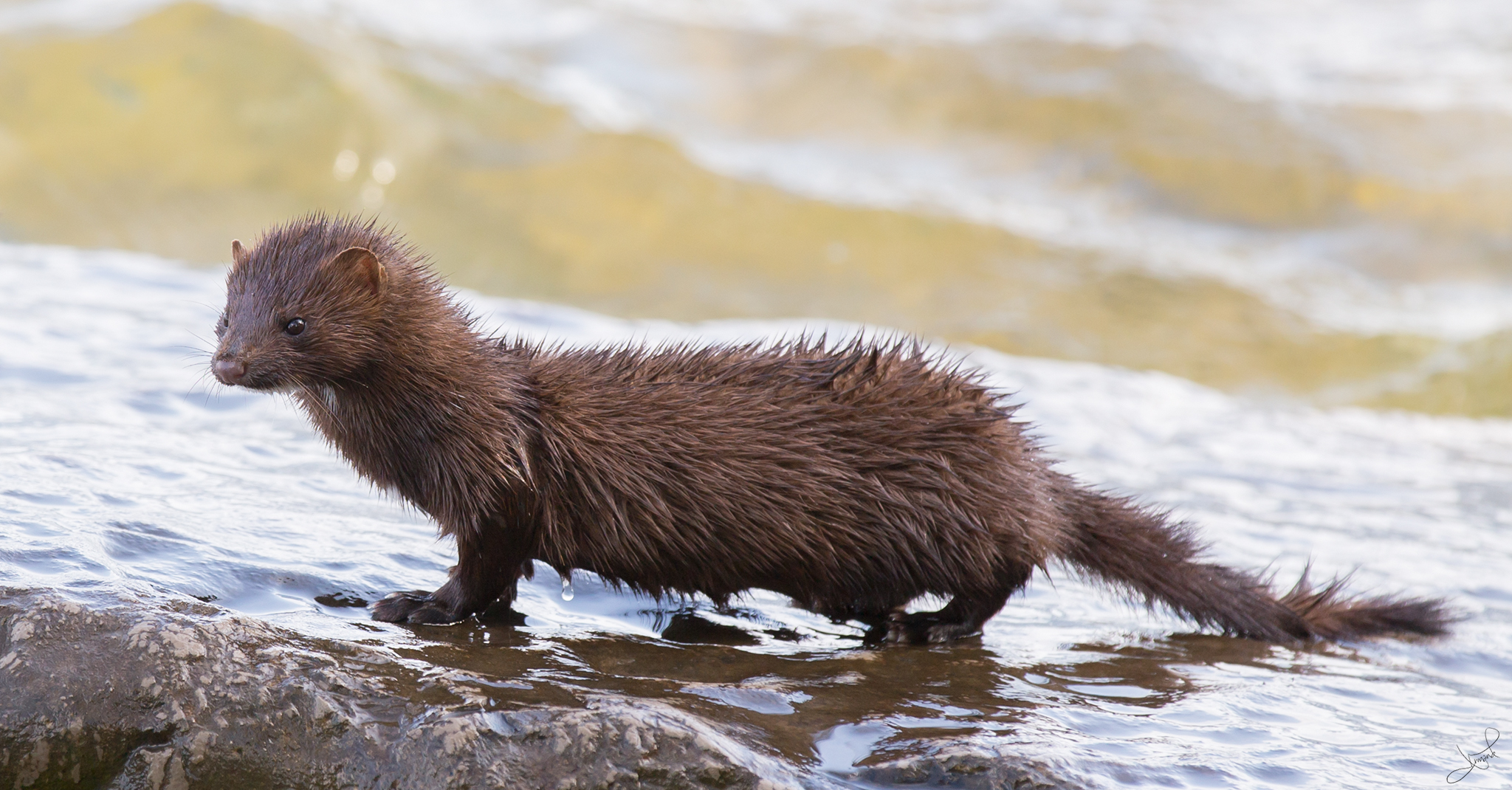
Американська норка (Neogale vison)

У 2019 році Данія була найбільшим виробником хутра з норки у світі, причому переважна більшість датських ферм розташовані в північній та західній Ютландії. Останніми роками галузь в країні загалом занепадала. Поряд з кажанами, ящерами та людьми, норки є одним із багатьох видів ссавців, які можуть бути заражені коронавірусами.
Хоча роль ящерів у поширенні COVID-19 поступово відкидалася вченими, декілька статей стверджували, що китайські норкові ферми, можливо, зіграли роль у появі COVID-19. У партнерстві з науковим журналістом Івом Шиамою вони провели розслідування для Reporterre з листопада по грудень 2020 року Наступного дня передача вірусу від норок до людей та мутації, пов'язані з норкою, були задокументовані в журналі Science, що спонукало уряд перенести до кінця 2020 року заборону на вирощування норки, яку раніше планувалося ввести, набув чинності з 2024 року. Після відкриття в Нідерландах влада Данії розпочала широкомасштабну програму нагляду за всіма норковими фермами в країні з регулярним тестуванням і секвенуванням генома. Послідовності датських і голландських вірусів, пов'язаних з норками, були депоновані в базі даних GISAID. Міністерство сільського господарства США (USDA) підтвердило, що випадки захворювання норок, хворих на COVID-19, були задокументовані в штаті Юта в серпні 2020 року. Додаткові спалахи були виявлені в Мічигані, Вісконсині та Орегоні. Станом на 29 листопада 2020 року зараження норок COVID-19 зареєстровано в Данії, Італії, Нідерландах, Іспанії, Швеції та США.

## Класифікація
У Данії було п'ять кластерів норкових варіантів SARS-CoV-2; Данський державний інститут сироватки (SSI) позначив їх як кластери 1–5 (данська: cluster 1–5). У кластері 5, який SSI також називають ΔFVI ‑ spike, було підтверджено кілька різних мутацій у білку спайка вірусу. Специфічні мутації включають 69–70deltaHV (видалення залишків гістидину та валіну на 69-му та 70-му позиціях у білку), Y453F (зміна з тирозину на фенілаланін у позиції 453, всередині домену, що зв'язує рецептор білка шипа), I692V (ізолейцин до валіну в положенні 692), M1229I (метіонін до ізолейцину в положенні 1229) і неконсервативна заміна S1147L.
Мутації, пов'язані з норками, які частково нагадують мутації, виявлені в Данії, хоча є частиною окремої геномної групи, відомі з Нідерландів.

## Наслідки для здоров'я людини
5 листопада BBC News повідомила, що було виявлено 12 випадків зараження людей кластером 5. Через тиждень у звіті про швидку оцінку ризиків ECDC було зазначено, що було зафіксовано 214 випадків захворювання людей, пов'язаних із норками, проте, деякі з них, якщо такі були, вважаються додатковими випадками, пов'язаними зі спалахом кластера 5. До 20 листопада більше не було виявлено жодних випадків штаму Cluster 5 у людей, незважаючи на широке генетичне секвенування, яке виявило 750 випадків, пов'язаних із норкою, і було оцінено, що варіант Cluster 5 більше не циркулює у людей.

## Історія

### Відкриття
До 2 листопада 2020 року данський державний незалежний науково-дослідний інститут Statens Serum Institut (SSI) виявив мутовані варіанти SARS-CoV-2, які можуть інфікувати людей і мати небезпечні наслідки на фермах норки; інфікування людини було пов'язано з 191 позитивною норковою фермою. Про це вони публічно повідомили 3 листопада, назвавши «Кластером 5» варіанти з відомим об'єднанням до трьох господарств. 4 листопада 2020 року прем'єр-міністр Данії Метте Фредеріксен заявила, що мутований коронавірус передається людям через норки, пов'язані в основному з норковими фермами в Північній Ютландії. У звіті SSI було виявлено, що в Північній Ютландії було зареєстровано 12 інфекцій людини (8 безпосередньо пов'язаних з фермами норки, 4 у сусідній громаді), що включали цю мутацію (його називають «кластером 5»), і його реакція антитіл була слабкішою.. Хоча інститут заявив, що мутація не є небезпечнішою за інші коронавіруси сама по собі, Коре Молбак і Тайра Гроув Краузе з SSI попередили, що мутація потенційно може зменшити дію вакцин проти COVID-19, які зараз розробляються, хоча це малоймовірно. зробити їх непотрібними. Крім того, було показано, що більш слабка відповідь антитіл знижує імунітет, отриманий в результаті попередньої інфекції. SSI зазначила, що хоча кластер 5 викликає певні занепокоєння, вони також стурбовані потенційними майбутніми мутаціями, які можуть з'явитися в норках, що призвело до їхньої рекомендації закрити всі ферми в країні.

### Блокування та вибракування
Як превентивний захід Фредеріксен оголосив, що країна вже зараз винищує свою популяцію норки, яка становить близько 14 мільйонів (первісні звіти про 15–17 мільйони були засновані на оцінках попередніх років, коли галузь була більшою). Щоб запобігти поширенню мутації, 5 листопада також було оголошено, що з 6 листопада в муніципалітетах Північної Ютландії Брондерслев, Фредеріксхавн, Йоррінґ, Яммербуґт, Лесе, Тістед і Вестхіммерланд будуть введені блокування та обмеження на пересування. Усі заклади культури, кінотеатри, театри, спортивні та розважальні заклади, а також ресторани були закриті, а в'їзд у муніципалітети та з них заборонено. Громадський транспорт припинено 9 листопада. Було розпочато масове тестування (Данія вже мала один із найвищих у світі показників тестування), а програми відстеження були додатково розширені. Спочатку планувалося, що обмеження в Північній Ютландії триватимуть до 3 грудня, але їх можна було скасувати раніше, залежно від швидкості вибракування норки та масового тестування людей, а також якщо не буде виявлено нових випадків кластеру 5.
ВООЗ оприлюднила заяву щодо варіантів SARS-CoV-2 6 листопада. Він пояснив, що цей кластер мав комбінацію мутацій, які раніше не спостерігалися. Варіант мав помірно знижену чутливість до нейтралізуючих антитіл, але необхідні подальші дослідження, щоб зрозуміти наслідки щодо діагностики, лікування та вакцин. Пізніше це було відображено в оцінці ризику, опублікованій Європейським центром з профілактики та контролю захворювань (ECDC), де зазначається, що ризик для варіантів, пов'язаних з норками, подібний до загального ризику COVID-19, але його можна буде переоцінити, якщо виникнуть занепокоєння. Підсумки щодо імунітету, повторного зараження, вакцинації та лікування підтверджуються, зокрема, коли мова йде про кластер 5, а також відзначається, що циркуляція вірусу на фермах норки може створювати інші проблеми в майбутньому, і надаючи рекомендації щодо управління ризиком. Наприкінці листопада було вибраковано понад 10 мільйонів.

### Міжнародні реакції
6 листопада Велика Британія оголосила, що Данію буде вилучено з білого списку країн, з яких мандрівники можуть повернутися без самоізоляції протягом 14 днів, посилаючись на варіант кластера 5. 7 листопада Сполучене Королівство оголосило, що також заборонить в'їзд нерезидентам, які подорожують з Данії, і нерезидентам, які були в Данії протягом останніх 14 днів. Громадянам Великобританії все ще дозволили повернутися додому, але вони, як і всі інші члени їхнього домогосподарства, повинні були самоізолюватися на 14 днів. Цю заборону на поїздки мали переглянути через тиждень. Зрештою, 28 листопада обмеження були зняті.

### Наслідки
Після масового тестування 19 листопада 2020 року SSI оголосила, що не знайшла нових випадків кластера 5, і він, швидше за все, вимер. Спеціальні обмеження, накладені на деякі муніципалітети Північної Ютландії, були зняті 19–20 листопада (на них досі діють стандартні обмеження щодо COVID-19, які поширюються на всю країну і не пов'язані з мутаціями норки).

#### Політичні наслідки
Наприкінці листопада з'ясувалося, що міністр сільського господарства Могенс Йенсен і п'ять інших міністрів були повідомлені у вересні про те, що вибракування всієї популяції норки в країні, а не лише тих, що знаходяться в заражених районах, буде незаконним. Зіткнувшись із закликами до відставки з парламентської опозиції та різкою публічною критикою, прем'єр-міністр Фредеріксен визнав, що наказ про вибракування всіх норок був незаконним, і 18 листопада Дженсен подав у відставку. Пізніше була досягнута угода, щоб ретроактивно зробити розпорядження уряду законним. 21 грудня 2020 року в парламенті Данії уряд і ліві партії парламенту ухвалили законопроєкт, який забороняє виробництво норки протягом 2021 року. Законопроєкт не містить положень про зняття юридичної відповідальності за попереднє вибракування, але заднім числом легалізує виплату бонусів за швидші вибракування. Опозиційні партії (V, C, O, NB, LA) виступили проти. 25 січня 2021 року більшість у датському парламенті досягли угоди про компенсацію датським фермерам, які займаються норкою, та іншим особам, які живуть за рахунок вирощування норки, від 15,6 млрд і 18,8 DKK (прибл. 2.1 млрд євро — прибл. 2.5 млрд євро).